# Радгіка Тулпуле
Радгіка Тулпуле (нар. 9 лютого 1982) — колишня індійська тенісистка.
Найвищу одиночну позицію світового рейтингу — 473 місце досягла 17 вересня 2001, парну — 438 місце — 14 квітня 2003 року.
Здобула 6 одиночних та 6 парних титулів туру ITF.

## Фінали ITF (12–5)

### Одиночний розряд (6–0)
| Легенда          |
| ---------------- |
| Турніри $100,000 |
| Турніри $75,000  |
| Турніри $50,000  |
| Турніри $25,000  |
| Турніри $10,000  |

| Фінали за покриттям |
| ------------------- |
| Тверде (2–0)        |
| Ґрунт (3–0)         |
| Трава (0–0)         |
| Килим (1–0)         |

| Результат | Ранг | Дата            | Турнір           | Покриття | Суперниця              | Рахунок          |
| --------- | ---- | --------------- | ---------------- | -------- | ---------------------- | ---------------- |
| Перемога  | 1.   | 17 квітня 1999  | Мумбаї, Індія    | Тверде   | Сай Джаялакшмі Джаярам | 6–3, 6–2         |
| DNP       | –    | 17 вересня 2000 | Бенгалуру, Індія | Ґрунт    | Рушмі Чакравартхі      | Н/Д              |
| Перемога  | 2.   | 25 березня 2001 | Нью-Делі, Індія  | Тверде   | Сонал Пхадке           | 6–4, 7–6(5)      |
| Перемога  | 3.   | 29 квітня 2001  | Пуне, Індія      | Тверде   | Арчана Венкатараман    | 4–6, 6–3, 7–6(7) |
| Перемога  | 4.   | 9 вересня 2001  | Ченнаї, Індія    | Ґрунт    | Іпек Шенолу            | 6–1, 7–6(2)      |
| Перемога  | 5.   | 27 квітня 2002  | Нью-Делі, Індія  | Ґрунт    | Іша Лахані             | 7–6(4), 6–1      |
| Перемога  | 6.   | 23 червня 2002  | Нью-Делі, Індія  | Килим    | Шітхаль Ґутхам         | 6–2, 6–4         |

### Парний розряд (6–5)
| Результат | Ранг | Дата              | Турнір            | Покриття | Партнерка              | Суперниці у фіналі                       | Рахунок          |
| Поразка   | 1.   | 17 квітня 2000    | Нью-Делі, Індія   | Килим    | Рушмі Чакравартхі      | Сай Джаялакшмі Джаярам Нірупама Санджив  | 4–6, 2–6         |
| Поразка   | 2.   | 16 квітня 2001    | Чандігарх, Індія  | Тверде   | Dea Sumantri           | Рушмі Чакравартхі Сай Джаялакшмі Джаярам | 1–6, 5–7         |
| Поразка   | 3.   | 19 вересня 2001   | Нью-Делі, Індія   | Тверде   | Шруті Дгаван           | Рушмі Чакравартхі Сай Джаялакшмі Джаярам | 7–6(5), 4–6, 4–6 |
| Перемога  | 4.   | 1 квітня 2002     | Нью-Делі, Індія   | Тверде   | Сай Джаялакшмі Джаярам | Samrita Sekar Арчана Венкатараман        | 6–7(8), 6–4, 6–1 |
| Перемога  | 5.   | 8 квітня 2002     | Нью-Делі, Індія   | Тверде   | Сай Джаялакшмі Джаярам | Samrita Sekar Арчана Венкатараман        | 7–5, 6–0         |
| Перемога  | 6.   | 15 квітня 2002    | Нью-Делі, Індія   | Тверде   | Сай Джаялакшмі Джаярам | Samrita Sekar Арчана Венкатараман        | 6–2, 6–2         |
| Перемога  | 7.   | 22 квітня 2002    | Нью-Делі, Індія   | Ґрунт    | Сай Джаялакшмі Джаярам | Samrita Sekar Арчана Венкатараман        | 5–7, 6–1, 6–4    |
| Перемога  | 8.   | 27 травня 2002    | Мумбаї, Індія     | Килим    | Liza Pereira Viplav    | Шруті Дгаван Шітхаль Ґутхам              | 7–6(6), 6–4      |
| Поразка   | 9.   | 23 червня 2002    | Мумбаї, Індія     | Килим    | Liza Pereira Viplav    | Шруті Дгаван Шітхаль Ґутхам              | 1–6, 2–6         |
| Перемога  | 10.  | 17 листопада 2002 | Маніла, Філіппіни | Тверде   | Саня Мірза             | Dong Yanhua Чжан Яо                      | 6–4, 6–3         |
| Поразка   | 11.  | 8 грудня 2002     | Пуне, Індія       | Тверде   | Саня Мірза             | Акгуль Аманмурадова Катерина Бондаренко  | 3–6, 6–7(1)      |

## Участь у Кубку Федерації

### Парний розряд
| Розіграш                               | Стадія | Дата           | Місце         | Супротивник | Покриття | Партнерка       | Суперниці                    | W/L | Рахунок     |
| -------------------------------------- | ------ | -------------- | ------------- | ----------- | -------- | --------------- | ---------------------------- | --- | ----------- |
| 2000 Fed Cup Asia/Oceania Zone Group I | R/R    | 27 квітня 2000 | Осака, Японія | Kazakhstan  | Тверде   | Маніша Малхотра | Valeria Khazova Alissa Velts | W   | 7–6(5), 6–4 |